# Felício Laurito
Felício Laurito (Ribeirão Pires, 6 de dezembro de 1895 – Ribeirão Pires, 7 de dezembro de 1944) foi um médico e político brasileiro. 

## Dados biográficos
Nascido no então distrito de Ribeirão Pires no município de São Bernardo, Felício Laurito era filho dos imigrantes italianos Vincenzo Laurito e Maria Rossi, tendo dois irmãos, José e Januário Laurito, e uma irmã, Maria Domingas Laurito. Em 1922, formou-se na Faculdade de Medicina e Cirurgia de São Paulo. Em 1924, o governador Washington Luís o nomeou para ocupar a cadeira de Clínica Psiquiátrica. Laurito então se muda para a cidade de Mirassol, retornando ao ABC em 1926. Foi o primeiro médico a estabelecer consultório no distrito de Ribeirão Pires. Também exerceu a medicina como clínico da Pirelli e da São Paulo Railway, além de ter sido dono do Cine Lourdes, o segundo cinema de Ribeirão Pires, e diretor do Externato Nerina Adelfa Ugliengo.
Em 1927, assumiu a presidência do Ribeirão Pires Futebol Clube, agremiação fundada por seu irmão José Laurito. Se manteve no cargo até a sua morte em 1944. 

### Carreira política
Laurito era filiado ao Partido Republicano Paulista, e tinha o Dr. Virgílio Gola, do Partido Democrático como seu maior adversário político. Em 30 de outubro de 1928, foi eleito vereador, e também foi escolhido por seus pares como vice-prefeito de Santo André, sendo deposto pela Revolução de 1930. Laurito tinha o apoio da elite política municipal, que estava insatisfeita com as gestões de Estácio Pessoa e Justino Paixão.  Após ser indicado por 32 integrantes da Frente Única em reunião no Clube do Xadrez de Santo André, Felício Laurito foi nomeado por Armando Sales de Oliveira como novo prefeito de São Bernardo em 26 de setembro de 1933.
Sua posse foi muito comemorada em Ribeirão Pires, onde era radicado. Uma de suas primeiras medidas como prefeito foi a reabertura das agências da Prefeitura em seu distrito local, além de São Caetano e da sede em São Bernardo. O legado de Felício Laurito em Ribeirão Pires reside na criação da Praça da Matriz e a chegada de luz elétrica e serviço telefônico, além do calçamento de múltiplas ruas do então distrito.
Era alvo de críticas da oposição, que defendia a nomeação de Armando de Arruda Pereira em seu lugar; a gestão de Laurito foi criticada pela compra de um automóvel Chevrolet por 4 contos de réis sem a abertura de concorrência pública, como mandava a legislação municipal. O então prefeito argumentou que não podia abrir concorrência porque o preço do automóvel era fixo, e que "à Prefeitura só convinha automóvel marca Chevrolet."  Outra controvérsia de sua administração foi a promulgação da Campanha Eugênica de Santo André.
Em 15 de fevereiro de 1936, Laurito renunciou ao título de prefeito para concorrer ao cargo de vereador na Câmara Municipal, sendo substituído pelo advogado Generoso Alves de Siqueira. Com as novas regras eleitorais, a câmara seria composta por 13 vereadores. Em 16 de agosto de 1936, Laurito, agora filiado ao Partido Constitucionalista, foi eleito indiretamente para um segundo mandato como prefeito, por sete votos a seis. Apesar da maioria inicial na Câmara, o prefeito perdeu o apoio até o final de seu mandato, e foi destituído do cargo pelo interventor federal Adhemar de Barros em 9 de julho de 1938.

### Morte e legado
Morreu um dia após o seu 49º aniversário, ao tentar salvar seu filho de um afogamento em uma praia em Santos. Foi homenageado em São Bernardo do Campo com a denominação de uma rua em sua memória, em 1974; outra via pública também leva seu nome em Ribeirão Pires. Também dá nome a duas escolas estaduais na região, em Santo André e Ribeirão Pires.